# Ляс-Лешновольський
Ляс-Лешновольський (пол. Las Lesznowolski) — село в Польщі, у гміні Груєць Груєцького повіту Мазовецького воєводства.
Населення — 73 особи (2011).
У 1975-1998 роках село належало до Радомського воєводства.

## Демографія
Демографічна структура станом на 31 березня 2011 року:
|          | Загалом | Допрацездатний вік | Працездатний вік | Постпрацездатний вік |
| -------- | ------- | ------------------ | ---------------- | -------------------- |
| Чоловіки | 37      | 9                  | 25               | 3                    |
| Жінки    | 36      | 12                 | 17               | 7                    |
| Разом    | 73      | 21                 | 42               | 10                   |